# Опистогнатиди
Опистогнатидите (Opistognathidae) са семейство актиноптери от разред Бодлоперки (Perciformes).
Таксонът е описан за пръв път от Шарл Люсиен Бонапарт през 1835 година.

## Родове
- Anoptoplacus
- Lonchopisthus
- Opistognathus
- Stalix